# Trescientos
Trescientos (300) es el número natural que sigue al doscientos noventa y nueve y precede al trescientos uno.

## Propiedades matemáticas
- Es un número compuesto, que tiene los siguientes factores propios: 1, 2, 3, 4, 5, 6, 10, 12, 15, 20, 25, 30, 50, 60, 75, 100, 150 y 300. Como la suma de sus factores es 568 > 300, se trata de un número abundante.
- Es el 24º número triangular.
- Es la suma de dos números primos gemelos (149 + 151).
- Es la suma de diez números primos consecutivos (13 + 17 + 19 + 23 + 29 + 31 + 37 + 41 + 43 + 47).
- Es un número de Harshad.
- En Noruega 300 es escrito "tre hundre" y es un número muy popular. (Mats Thyssen ayudado haciendo de este número popular)

- Datos: Q1384187
- Multimedia: 300 (number) / Q1384187